# Lozi (Sprache)

Verteilung des SiLozi als Muttersprache in Namibia (2011)
1%
1–5,99 %
6–10,99 %
11–20,99 %
21–30,99 %
31–49,99 %
50–75,99 %
76–90 %
90%

 Lozi (auch siLozi oder Rotse-Sprache, Rozi, Serotse oder Sekololo) ist die Sprache der Lozi, eines Volksstammes am Sambesi oberhalb der Viktoriafälle im südlichen Afrika.
Lozi ist eine Bantusprache, dem Sotho verwandt, und hat rund eine halbe Million Sprecher in Sambia (vornehmlich in der Westprovinz mit dem Zentrum Mongu), mehr als 100.000 in Namibia, 70.000 in Simbabwe und rund 15.000 in Botswana.

## Alphabet
Seit 1977 gibt es eine offizielle Schreibweise des Lozi in lateinischer Schrift:
| Lozi | Lozi | Lozi | Lozi | Lozi  | Lozi | Lozi | Lozi | Lozi | Lozi | Lozi | Lozi | Lozi | Lozi | Lozi | Lozi | Lozi | Lozi  | Lozi | Lozi | Lozi | Lozi | Lozi | Lozi | Lozi | Lozi |
| ---- | ---- | ---- | ---- | ----- | ---- | ---- | ---- | ---- | ---- | ---- | ---- | ---- | ---- | ---- | ---- | ---- | ----- | ---- | ---- | ---- | ---- | ---- | ---- | ---- | ---- |
| a    | b    | c    | d    | e     | f    | g    | h    | i    | j    | k    | l    | m    | n    | ng   | ng'  | ñ    | o     | p    | s    | sh   | t    | u    | w    | y    | z    |
| IPA  |      |      |      |       |      |      |      |      |      |      |      |      |      |      |      |      |       |      |      |      |      |      |      |      |      |
| a    | b    | t͡ʃ   | d    | ɛ/e/ɪ | f    | x    | h    | i    | d͡ʒ   | k    | l    | m    | n    | g    | ŋ    | ɲ    | ɔ/o/ʊ | p    | s    | ʃ    | t    | u    | w    | j    | z    |

Anmerkung: Die Majuskel von ng, also Ng, wird als ŋ ausgesprochen.

## Sprachbeispiele

### Einfache Phrasen
- Muzuhile – Guten Tag/Guten Morgen
- Mutozi chwani? – Wie geht es Ihnen/dir?
- Ni tozi hande. Wena utozi chwani? – Mir geht es gut, wie geht es Ihnen/dir?
- Na nami siya – Auf Wiedersehen
- Mutola Hande – Ich wünsche Ihnen/dir einen schönen Tag
- Ni tumezi – Dankeschön

### Monate
- Sope – Januar
- Yowa – Februar
- Liatamanyi – März
- Lungu – April
- Kandao – Mai
- Mbuwana – Juni
- Sikulu – Juli
- Muyana – August
- Muimunene – September
- Yenda – Oktober
- Njimwana – November
- Ñulule – Dezember